# De Havilland Canada DHC-1 Chipmunk
Il de Havilland Canada DHC-1 Chipmunk (semplicemente noto anche come Chipmunk) è un aereo da addestramento basico, progettato e costruito dall'azienda aeronautica canadese de Havilland Canada (sussidiaria della de Havilland Aircraft Company britannica). È un monomotore ad ala bassa capace di ospitare 2 posti in tandem. Il DHC-1 è stato prodotto in 19 versioni ed è stato impiegato sia in ambito civile che militare sia in ambito nazionale che in molti paesi esteri.

## Storia del progetto
Il piccolo e leggero addestratore di base DHC-1 Chipmunk fu il primo progetto autonomo della consociata canadese della de Havilland Aircraft Company britannica, ossia la de Havilland Canada, e venne realizzato per sostituire i vecchi biplani de Havilland DH.82 Tiger Moth, nel ruolo di addestratore basico nei reparti della Royal Canadian Air Force.
Il prototipo volò per la prima volta il 22 maggio 1946 con un motore in linea de Havilland Gipsy Major 1C da 145 CV.
L'azienda canadese ne costruì 218 esemplari (molti dei quali con tettuccio a goccia) tra il 1947 e il 1951 per le esigenze della RCAF, ma il velivolo interessò anche alla RAF - la quale in quel periodo era alla ricerca di un nuovo trainer basico a elica - dopo averne valutato 2 esemplari decise di acquisirlo, convinta dalle buone qualità aeronautiche dimostrate subito dall'aereo.
Fu così che la de Havilland Aircraft Company inglese costruì ben 1 014 del Chipmunk, di cui 735 unità furono destinate alla RAF, che li introdusse in servizio attivo a partire dal 1950.
La produzione su larga scala in Canada e in Gran Bretagna andò avanti fino al 1956, principalmente per soddisfare le richieste di operatori militari, anche se un numero relativamente limitato di esemplari venne costruito anche per operatori civili..
In seguito la produzione del DHC-1 fu avviata su licenza anche in Portogallo dalla Indústria Aeronáutica de Portugal - OGMA che ne realizzò 60 unità. In questo Paese il velivolo continua a volare presso l'Academia do Air della Força Aérea Portuguesa per fornire esperienza di volo ai cadetti.
Le consegne alla RAF dalle linee di produzione britanniche iniziarono nel 1950 e terminarono nell'ottobre 1953 con la consegna del 735º esemplare, ma la produzione continuò fino al 1956 per l'esportazione per impiego militare (217 esemplari con motore Gipsy Major 10-2).
Quando gli addestratori Chipmunk T.Mk 10 di produzione britannica cominciarono a risultare in eccedenza rispetto alle reali necessità dell'arma aerea inglese, parecchie unità passarono a operatori civili con le seguenti designazioni: Chipmunk Mk.22 (rimotorizzati col Gipsy Major 10); Chipmunk Mk.22A (con aumentata capacità di carburante) e Chipmunk Mk.23 (modificati in aereo agricolo per compiti di irrorazione di colture).
Questi aerei furono integrati da altri 28 esemplari prodotti ex novo specificamente per il mercato civile e designati Chipmunk Mk.21 con motore Gipsy Major 10.

## Tecnica
Alla sede canadese della de Havilland Aircraft Company fu richiesto di sviluppare un progetto di velivolo specificamente per l'addestramento di base dei nuovi allievi piloti, con prestazioni contenute, carrello fisso, abitacolo chiuso in tandem e interamente in metallo.
Il Chipmunk si presenta come un monoplano ad ala bassa e flap sul bordo d'uscita dalla linea generale estremamente pulita e gradevole culminante nella "tipica coda de Havilland", caratterizzato da una struttura a guscio interamente metallica con carrello fisso a ruotino di coda e con una sistemazione interna in tandem per i due occupanti sotto un tettuccio trasparente.
Vi fu anche un esemplare unico denominato DHC-1 Chipmunk "Variante Masefield", trasformato dalla Bristol Aircraft con tettuccio a bolla, copriruote, maggiore capacità di carburante e sistemazione per bagagli nelle semiali.

## Impiego operativo
Presso la Royal Air Force il piccolo trainer canadese fu designato Chipmunk T.Mk 10 ed era equipaggiato con dispositivi quali la strumentazione per il volo cieco, la radio e un'elica a passo variabile. Esso sostituì per lo più il Percival P.40 Prentice e alcuni esemplari sopravvivono ancora presso unità quali gli Air Experience Flight.
I Chipmunk T.Mk 10 della RAF erano propulsi con i Gipsy Major 8 e servirono presso tutti i 17 squadroni universitari e in molte unità di volo dei volontari di riserva della forza aerea.

## Versioni

### Costruzione canadese

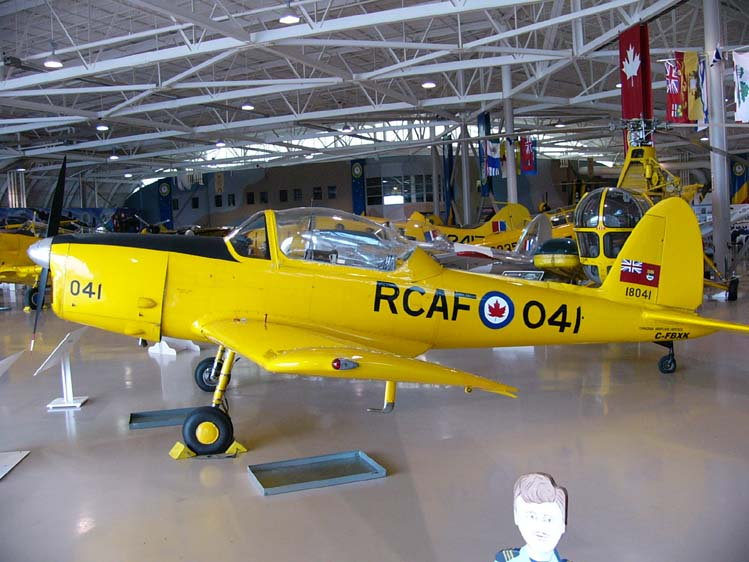
Un de Havilland DHC-1B-2-S5 Chipmunk ex RCAF dotato del tettuccio a goccia tipico della produzione canadese esposto al Canadian Warplane Heritage Museum di Hamilton, nell'Ontario.

DHC-1A-1 (Chipmunk T.1)
equipaggiato con un motore de Havilland Gipsy Major 1C, dotato di capacità parzialmente acrobatiche.
DHC-1A-2
equipaggiato con un motore de Havilland Gipsy Major 10, dotato di capacità parzialmente acrobatiche.
DHC-1B-1
equipaggiato con un motore de Havilland Gipsy Major 1C, dotato di capacità pienamente acrobatiche.
DHC-1B-2
equipaggiato con un motore de Havilland Gipsy Major 10, dotato di capacità pienamente acrobatiche.
DHC-1B-2-S1
versione da esportazione, equipaggiato con un motore de Havilland Gipsy Major 10, destinata alla Royal Egyptian Air Force.
DHC-1B-2-S2
versione da esportazione, equipaggiato con un motore de Havilland Gipsy Major 10, destinata alla Royal Thai Air Force.
DHC-1B-2-S3 (Chipmunk T.2)
versione da esportazione, equipaggiato con un motore de Havilland Gipsy Major 10, destinata al mantenimento delle capacità di volo del personale RCAF gestito dai Royal Canadian Flying Clubs.
DHC-1B-2-S4
versione da esportazione destinata al Cile.
DHC-1B-2-S5 (Chipmunk T.2)
versione destinata alla Royal Canadian Air Force.

## Utilizzatori
Arabia Saudita

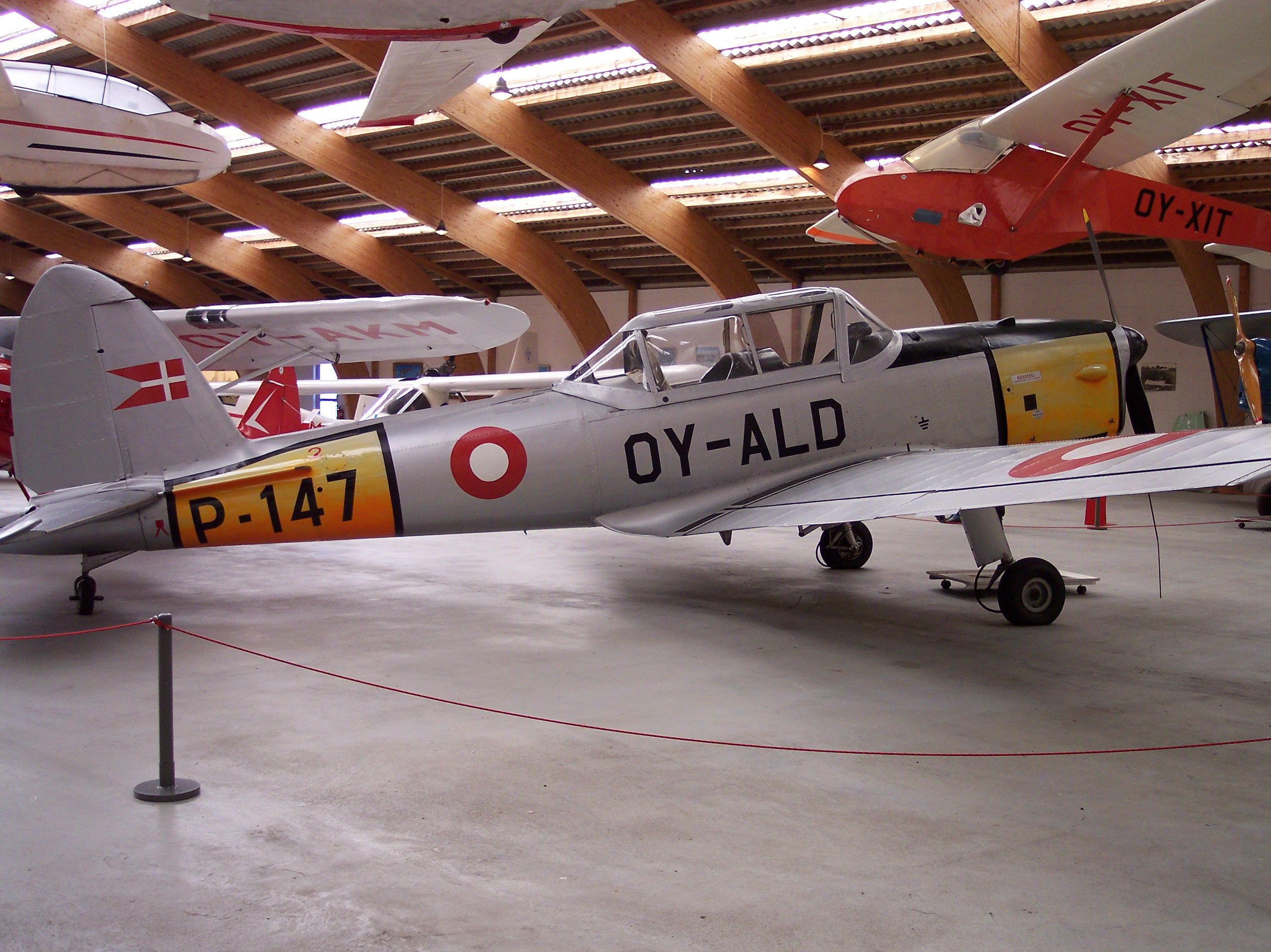
Un DHC-1 Chipmunk in livrea della danese Flyvevåbnet.

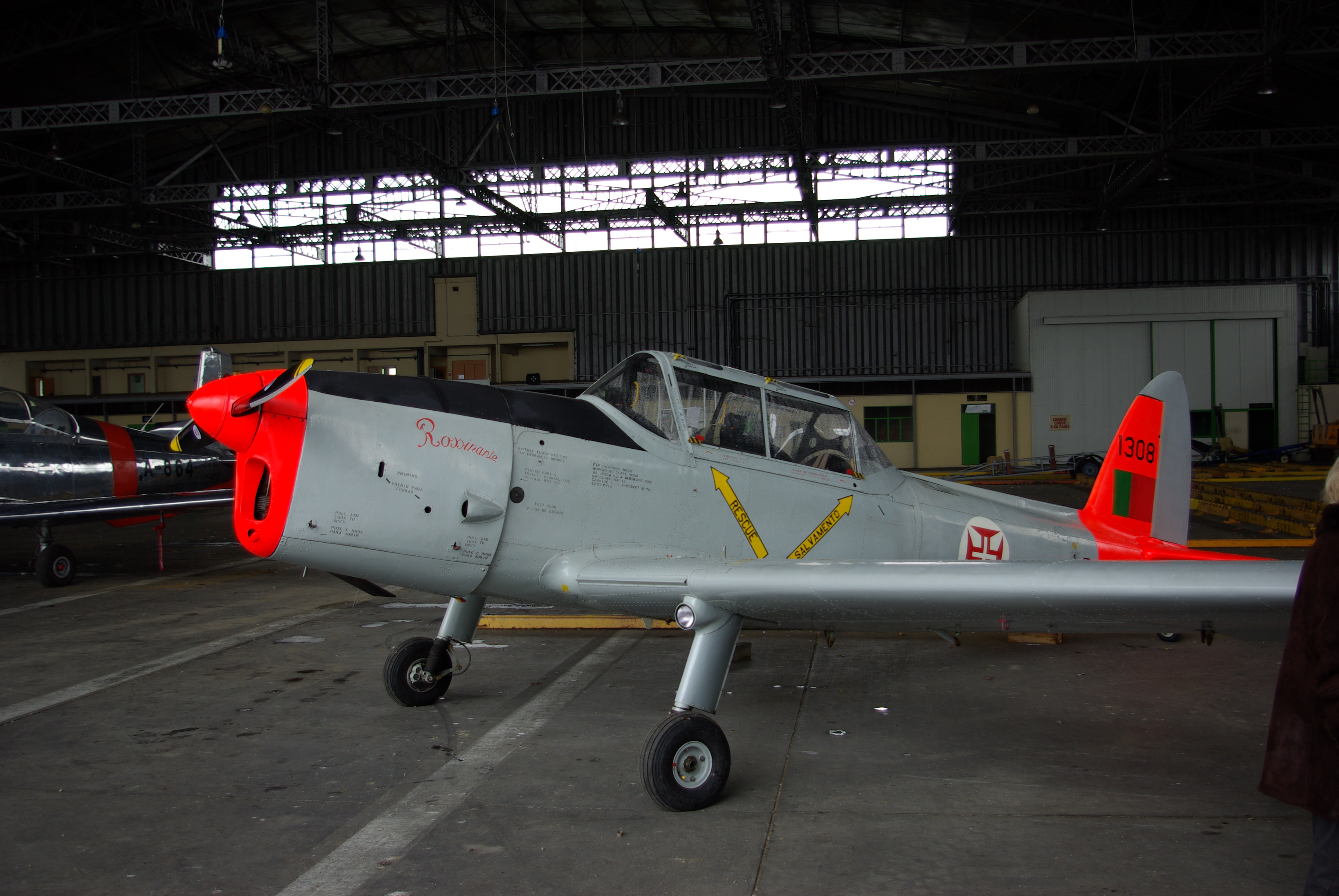
Un DHC-1 Chipmunk T.20 in livrea Força Aérea Portuguesa.

- Al-Quwwat al-Jawwiyya al-Sa'udiyya

 Belgio
- Composante air de l'armée belge

 Canada
- Royal Canadian Air Force

 Danimarca
- Flyvevåbnet

27 DHC-1 Mk.20 in servizio dal 1950 al 1976.
 Egitto
- Al-Quwwat al-Jawwiya al-Misriyya

 Ghana
- Ghana Air Force

 Giordania
- Al-Quwwat al-Jawwiyya al-malikiyya al-Urdunniyya

 Iraq
- Al-Quwwat al-Jawwiyya al-'Iraqiyya

 Irlanda
- Aer Chór na hÉireann

 Israele
- Heyl Ha'Avir

 Kenya
- Kenya Air Force

 Libano
- Al-Quwwat al-Jawwiyya al-Lubnaniyya

 Malaysia
- Tentera Udara Diraja Malaysia

 Myanmar (ex-Birmania)
- Tatmdaw Lei

 Portogallo
- Força Aérea Portuguesa

 Regno Unito
- Royal Air Force

 Siria
- Al-Quwwat al-Jawwiyya al-'Arabiyya al-Suriyya

 Sri Lanka (ex-Ceylon)
- Royal Ceylon Air Force

 Thailandia
- Kongthap Akat Thai

 Uruguay
- Fuerza Aérea Uruguaya

 Zambia (ex-Rhodesia del Nord)
- Zambian Air Force and Air Defence Command

6 DHC-1 ricevuti a partire dal 1965.
 Zimbabwe (ex-Rhodesia del Sud)
- Air Force of Zimbabwe

## Velivoli comparabili
Italia
- Macchi M.416 (S-11 prodotto su licenza)
- Piaggio P.148;

 Paesi Bassi
- Fokker S-11 Instructor;

 Svezia
- Saab 91 Safir;